# Feria Internacional de Turismo de América Latina

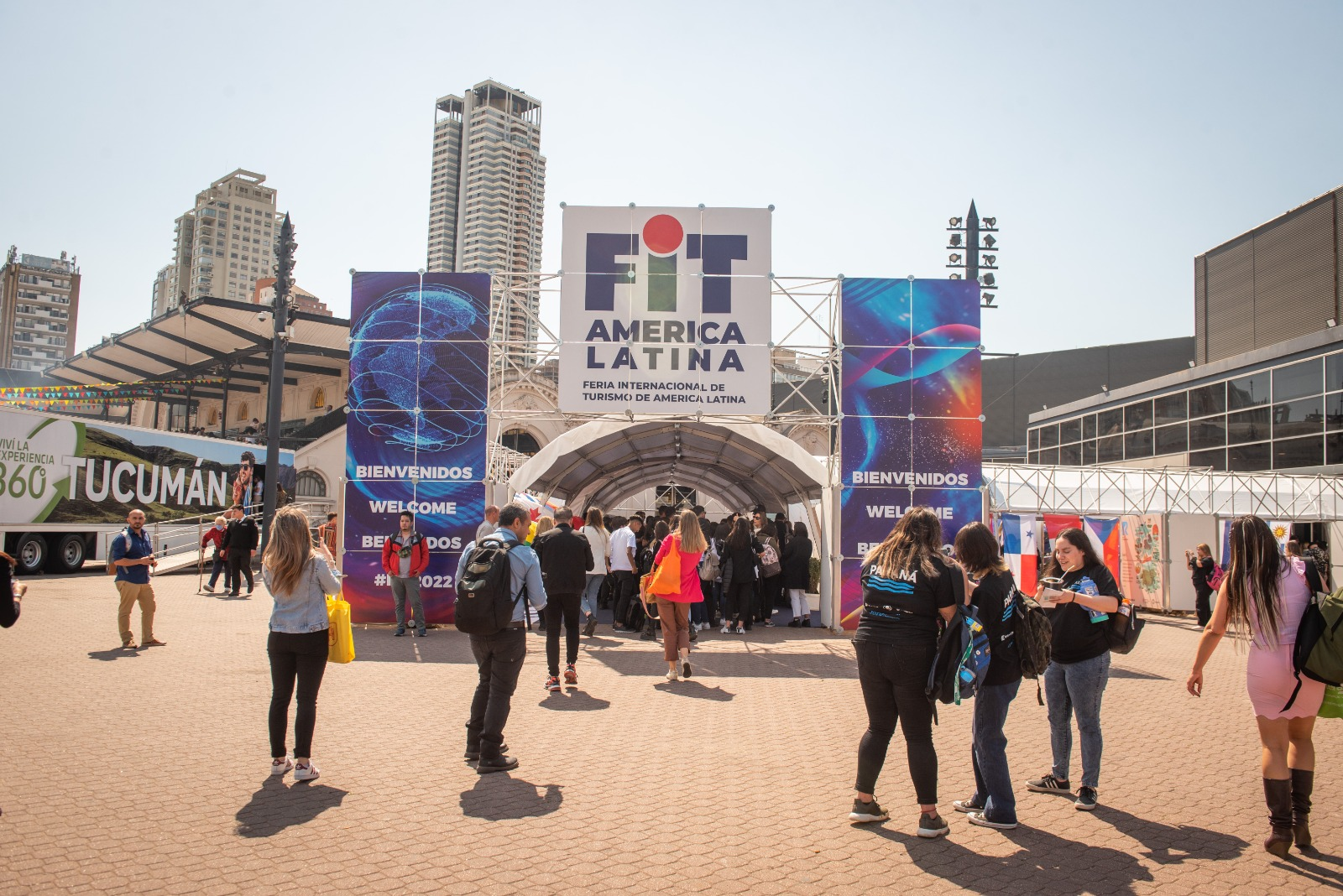
Feria Internacional de Turismo de América Latina en Buenos Aires 2023.

La Feria Internacional de Turismo de América Latina (FIT) es un evento que se celebra anualmente en la ciudad de Buenos Aires, Argentina. Tiene lugar durante cuatro días en los meses de septiembre u octubre. 
Es considerada la muestra del sector más importante de la región.

## Características
FIT alberga pabellones dedicados a distintos sectores que representan el mundo, los cuales muestran sus atracciones y focos de interés para el turismo internacional. Se lleva a cabo en La Rural, Predio Ferial de Buenos Aires. La edición que se celebró en el 2016 contó con la presencia de más de 31.000 profesionales y 63.000 visitantes generales, en 34.625 m² expositivos totales; donde estuvieron representados 36 países y las 24 provincias argentinas.

## Participan
Ministerios, secretarías, entes de promoción turística, mayoristas, turoperadores, compañías de transporte, hotelería, empresas de tecnología, instituciones educativas, empresas especializadas en turismo de segmentos, organizadores de eventos, organismos oficiales, agencias de viajes, Convention & Visitors Bureau y medios de comunicación.

## Periodicidad
Anual. En el 2015 celebró sus 20 años.